# 巴拉卡核能發電廠

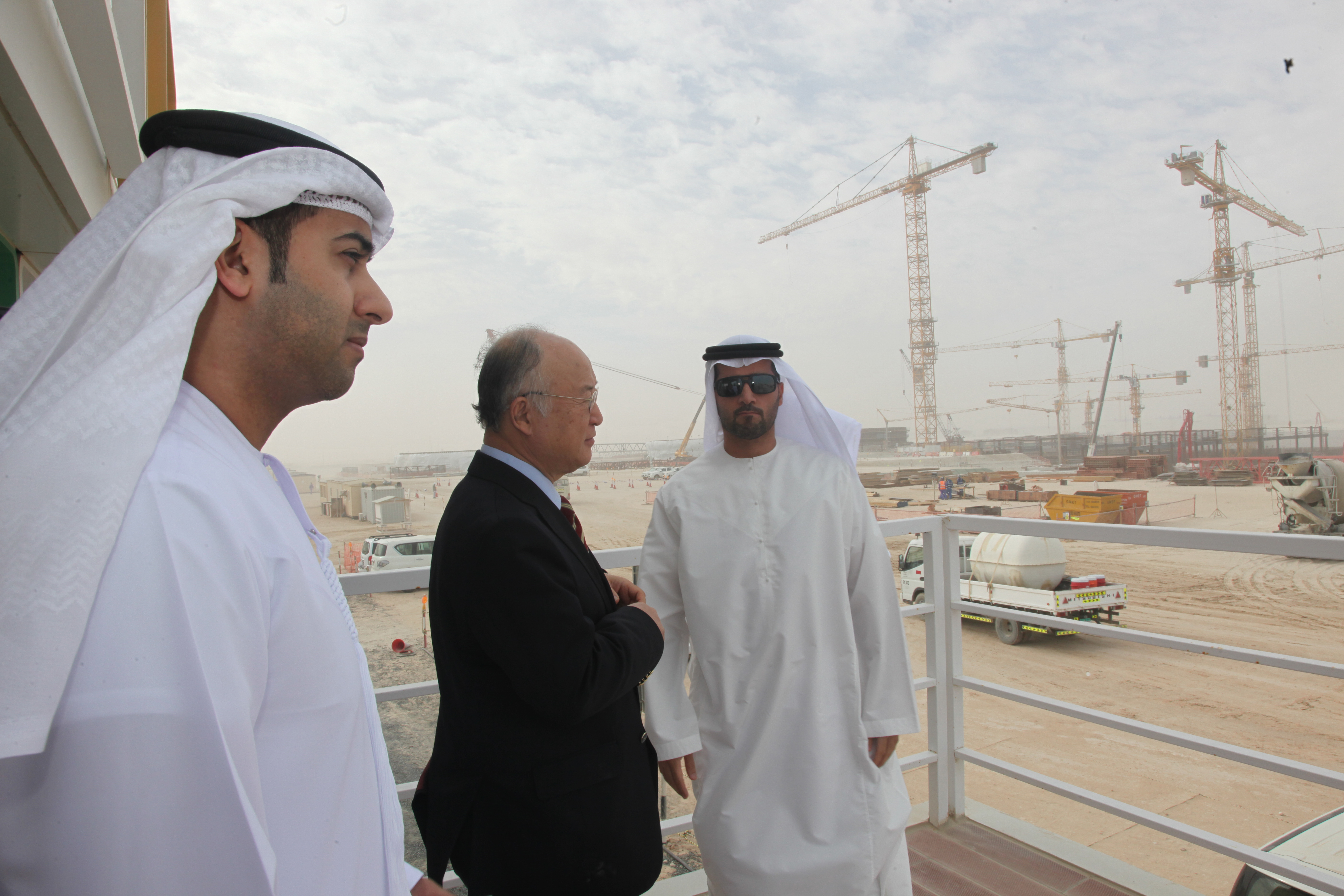
時任國際原子能機構總幹事天野之彌於2013年到訪巴拉卡核電廠

巴拉卡核能發電廠（阿拉伯语：محطة براكة للطاقة النووية）又譯為巴拉卡核电站，為阿拉伯联合酋长国及阿拉伯半岛首座核能發電廠，也是阿拉伯世界首座商業運轉的核能發電廠，由4座APR-1400核能反應爐組成，總裝機容量為5,600兆瓦（MW），供應阿聯地區25％的能源需求。位於阿布扎比達夫拉地區，位處波斯湾海岸線與E11公路之間的腹地，約在魯瓦斯以西約50公里處。

## 歷史
2009年12月，韓國電力公社所領導的團隊以200億美元的價格贏得阿聯核能公司的競標，兩公司合作於阿拉伯聯合大公國建立首座核能發電廠，而巴拉卡被選為廠址，並陸續建造4座APR-1400核能反應爐，第一機組反應爐原計畫於2017年開始供電，但因安全及管理問題導致多次延期。
2011年3月14日，核能發電廠在時任韓國總統李明博出席下舉行動工儀式， 2012年7月18日下午，儘管在福島第一核電廠事故發生後有人提出延期，第一機組仍較原訂時間2012年底提早開始施工。2013年5月，預計需耗時5年的第二機組開始施工；2014年9月，第三機組澆築核能反應爐的首批安全殼混凝土；2015年9月，第四機組開始動工興建。
2011年《彭博社》報導稱，核電廠在達成詳細的融資協議後，總興建成本定為300億美元，其中包含100億股權、100億輸出信用機構債務和100億銀行、主權債務，而韓國可能自銀運、維護和燃料供應合約中再獲取200億美元的收益。
2014年，第一機組的反應爐壓力槽自韓國運達巴拉卡並交付施工現場，而第三、四機組反應爐的現場準備工作開始。2015年1月，第一機組反應爐的安全殼建築完工。
2015年3月，阿聯核能公司向聯邦核能管理局申請第一、二機組的運營許可。2015年9月，第四機組澆築首批混凝土，1.8萬多名人員隨後投入該機組的建設。
2017年12月，反政府組織胡希運動宣稱向巴拉卡核電廠發射了一枚巡弋飛彈，但阿聯當局表示未發現任何導彈飛往阿聯。
2018年3月《路透社》報導指出，核電廠的總興建成本已精簡至244億美元，但因人員培訓問題導致聯邦核能管理局拒絕授予運營許可，核電廠第一機組在2018年宣布完工後，預計延期至2019年底或2020年才可正式啟動。2020年1月，核電廠宣布將在該年的第一季度開始填裝燃料，較原計劃的2017年8月延遲了約2.5年，聯邦核能管理局在審查報告中提出400項缺失，並要求修正各種技術、組織和管理問題。
2020年2月，聯邦核能管理局批准第一機組的運營許可；同年3月，阿聯核能公司宣布完成第一機組的燃料填裝工作，將在開始供電前對系統進行測試。
2020年8月1日，巴卡拉核电站第一机组正式启动运行，第二機組也已完工待啟用商轉，而第三、四機組亦即將竣工，該核能發電廠成為阿拉伯地区首座投入使用的核电站，阿拉伯聯合大公國成為繼以色列和伊朗後，中東地區第3個具有核能力的國家。阿聯核能公司首席執行長穆罕默德·易卜拉欣·哈馬迪（Mohamed Ibrahim Al Hammadi）表示反應爐的啟用對阿聯來說是一個真正具有歷史意義的時刻，阿布達比酋長國王儲穆罕默德·本·扎耶德·阿勒納哈揚則在推特推文慶祝第一機組的啟用，國際原子能機構阿聯代表哈馬德·阿爾卡比（Hamad Alkaabi）亦推文表示這對提供阿聯新的潔淨能源而言是歷史性的里程碑。
2020年8月19日，巴拉卡核电站第一機組首次并网发电成功，而核電廠的整體完工率也達到94％。2021年4月1日巴拉卡核能發電廠開始商轉。第二機組則於2022年3月24日開始商轉。

### 施工
| 機組     | 類型     | 動工日期      | 商轉日期      | 施工時間（年） | 備註                       |
| -------- | -------- | ------------- | ------------- | -------------- | -------------------------- |
| 第一機組 | APR-1400 | 2012年7月19日 | 2021年4月1日  | 9              | [ 9 ] [ 36 ] [ 37 ] [ 38 ] |
| 第二機組 | APR-1400 | 2013年4月16日 | 2022年3月24日 | 9              | [ 40 ] [ 38 ]              |
| 第三機組 | APR-1400 | 2014年9月24日 | 2023年2月24日 | 9              | [ 42 ] [ 43 ]              |
| 第四機組 | APR-1400 | 2015年7月30日 | 2024年9月5日  | 9              | [ 45 ] [ 38 ]              |

### 進度
- 第一機組：2018年12月全數完工；2021年4月商轉。[46]
- 第二機組：2021年4月全數完工[47]；2022年3月商轉。[39]
- 第三機組：2021年11月全數完工[48]；2023年2月商轉。[41]
- 第四機組：2022年7月全數完工[49]；2024年3月開始發電[50]；2024年9月商轉。[44]

## 營運
2024年9月9日，阿聯和印度簽署民用核能合作的諒解備忘錄。阿布達比王儲謝赫哈立德·本·穆罕默德·阿勒納哈揚在訪問印度後，簽署由阿聯核能公司和印度核能電力公司共同執行的巴拉卡核電廠營運和維護協議。

## 爭議
2019年3月，卡達就巴拉卡核能發電廠向國際原子能機構提出申訴，表達其對該電廠的安全性和缺乏與周圍國家和地區的合作感到擔憂，並認為該電廠對區域穩定和環境構成嚴重威脅，而阿聯則否認巴拉卡核電廠存在安全問題，並表示核電廠遵守核安全的最高標準。

## 外部連結
- 巴拉卡核能發電廠在Flickr上的页面